# 桐野澪
桐野 澪（きりの みお、1984年3月3日 - ）は、日本のグラビアアイドル、タレント。また、ユウコ・フランソワーズ名義で漫画家としても活動。
京都府出身。タレントとしてはアヴィラ所属。

## 略歴
大学中退後、広告代理店のイラストレーターをしていたが、ネットアニメ原案が採用され2007年に漫画家に転身。2009年よりユウコ・フランソワーズのペンネームで「かま☆てん」（原作：モア子）の執筆を開始。ペンネームは夜の水商売を舞台にした漫画だったため、イメージに合わせたことに由来する。
2010年から月刊ヤングチャンピオン烈で「すもものおもちゃ」（原作：すもも）を連載。2011年より倉科遼を原作に迎え地方フリーペーパーにてキャバ嬢漫画「実録ねおん帖」を連載。 「すもものおもちゃ」は休載を挟みながら4年間連載を継続した。
このほか代理店時代から引き続き企業パンフレットのイラスト、アーティストのライブグッズのデザインも担当。
2009年、アヴィラにスカウトされタレント活動を開始する。すでに漫画家活動を開始していたため芸名も同じユウコ・フランソワーズにしようとしたが、社長直々に「普通の名前で……」と提案されたため桐野澪とした。漫画家として売れていれば統一できたが、二面性を持てたためこれはこれでよかったという。その後アヴィラでの芸能活動後は漫画家名義の「ユウコ・フランソワーズ」名義で活動している。

## 人物
口角が上がった「アヒル口」が特徴。
タレントプロフィールに記述してある特技はイラスト、暗記。趣味は風水、アニメ鑑賞。本当はパチンコが趣味だが、アイドルとしてさわやかなイメージにするようにと言われたらしく、他にはインテリアと花が好きなため、風水と記したという。
テレビを見ると作画作業が止まるという理由で2010年11月までテレビのない生活をしていたが、流行や時事ニュースについていけなくなり購入した。
雑誌連載も経験しているが、ウェブ媒体での掲載が多いため、「ネット漫画家」として紹介されることが多い。

## 作品

### 漫画
すべてユウコ・フランソワーズ名義
- かま☆てん～おかまの花道～（原作：モア子）（2009年、kamaten.jp/連載）[7]
- すもものおもちゃ（原作：すもも）（月刊ヤングチャンピオン烈2010年No.7 – 2013年No.5、2013年No.9 – 2014年No.3連載、秋田書店）[8]
- 実録ねおん帖（企画プロデュース：倉科遼、監修：フリーハンド）（地方フリーペーパー[9]2011年より連載）電子書籍全2巻

## ビデオ/DVD
- ましゅまろ〜ミオ・デビュー（2009年12月15日、ラインコミュニケーションズ）
- SWINUTION 桐野澪（2010年3月20日、発売元:セルフラッシュ/販売元:トリコ/販売協力:イーネット・フロンティア）
- 澪づくし（2010年6月19日、発売・販売元:トリコ/販売協力:イーネット・フロンティア）
- メロメロ〜ン（2011年1月25日、エアーコントロール）

## 出演

### ラジオ番組
- あびら屋（2010年7 月– 2011年3月、レインボータウンFM）
- ぐらび屋（2011年4月 – 2012年6月、レインボータウンFM）
- くにまるジャパン（2011年9月9日 – 2011年9月30日、  2011年11月18日、2011年12月30日、2012年4月27日、2012年5月11日、2012年7月20日、2012年9月28日、2012年12月14日 – 28日、文化放送） – クイズレストラン・ジャポネアシスタント[10]

### インターネット
- 折原みかのアバンギャル道（準レギュラー）（あっ!とおどろく放送局、2009年8月ほか）
- 山口愛実のお天気予報（準レギュラー）（あっ!とおどろく放送局、2009年8月ほか）
- 夜遊びメールバトル金曜（あっ!とおどろく放送局、2010年5月7日-7月30日）
- エムPの勝手チャンネル（あっ!とおどろく放送局、2010年5月7日-7月30日、10月8日-）
- 桐野澪の夜更かししよ♪（あっ!とおどろく放送局、2010年10月8日-）
- 億万ぷらんなー!  （あっ!とおどろく放送局、2010年10月28日）
- SAKIのにゃん2パラダイス 〜にゃんパラ〜（あっ!とおどろく放送局、2011年2月18日）

### テレビ
- 『ぷっ』すま（2009年7月、テレビ朝日、）B88(G)W60H88と表記
- おねだり!!マスカット（2009年10月、テレビ東京）
- エンタの天使（2009年11月、日本テレビ）- キャッチコピーは「勝手に観光大使」。「ユウコ・フランソワーズ」名義で出演。
- お願い!ランキング（2009年12月、テレビ朝日、）ベストカップUSA(Hカップ代表)
- ありえへん∞（2010年5月5日、テレビ東京） – ありえへんニッチアイドル
- 爆笑!ものまねウォーズ（2011年3月30日、TBSテレビ）